# Locate
locate es un comando del paquete findutils de GNU que provee una fácil y rápida manera de buscar archivos en el sistema completo basado en patrones de nombres. 
El comando es mucho más rápido (aunque menos flexible) que find, pues utiliza los datos en una base de datos temporal que almacena los nombres de todos los archivos en el sistema, por lo que también se pueden experimentar fallas al buscar un archivo creado recientemente. Para renovar la base de datos se utiliza el comando updatedb, parte también de findutils, y que en muchas distribuciones GNU/Linux se ejecuta por defecto periódicamente o por lo menos se agrega a los códigos programados de cron

## Utilización de locate
La sintaxis básica permite encontrar archivos que contengan el término de búsqueda.
```
locate
 
miarchivo

```

Para obtener el archivo con el nombre exacto, se usa la opción -r y se coloca el símbolo $ al final del término de búsqueda
```
locate
 
-r
 
miarchivo$

```

Algunas opciones:
- Opción -c: cuenta el número de archivos
- Opción -i: ignorar mayúsculas/minúsculas

```
locate
 
-c
 
miarchivo
locate
 
-i
 
miarchivo

```